# Edward Hinds
Edward Hinds, angleški fizik, * 8. september 1949.
Hinds je najbolj znan po svojem delu na področju hladne snovi.

## Priznanja

### Nagrade
- Humboldtova nagrada (1998)
- Thompsonova medalja (2008)
- Rumfordova medalja (2008)